# Estación Balboa Park
Estación Balboa Park es una estación en las líneas Dublin/Pleasanton–Daly City, Pittsburg/Bay Point–SFO/Millbrae, Fremont–Daly City y Richmond–Millbrae del BART, administrada por la Distrito de Transporte Rápido del Área de la Bahía y del Ferrocarril Municipal de San Francisco (MUNI). La estación se encuentra localizada en 401 Geneva Avenue en San Francisco, California. La estación Estación Balboa Park fue inaugurada el sistema del BART el 3 de noviembre de 1973 y en noviembre de 1982 para el Ferrocarril Municipal de San Francisco.

## Descripción
La estación Estación Balboa Park cuenta con 1 plataforma central y 4 vías. 

## Conexiones
La estación es abastecida por las siguientes conexiones de autobuses: 
- Rutas del MUNI

8X Bayshore Express

8BX Bayshore "B" Express

29 Sunset

43 Masonic

49 Van Ness-Mission

54 Felton

88 BART Shuttle

Brisbane Shuttle

Red Brisbane-Bayshore Caltrain

Blue Brisbane-Crocker Park